# Barthélémy Victor Rantonnet
Barthélémy Victor Rantonnet, né le 29 mars 1797 à Lyon et mort le 4 décembre 1871 à Hyères, est un jardinier, botaniste, horticulteur, cultivateur et pépiniériste français, pionnier dans l'acclimatation des plantes exotiques sur la Côte d'Azur.

## Biographie
Barthélémy Victor Rantonnet est un botaniste hyérois qui consacra sa vie à l'étude des plantes, notamment les plantes exotiques. Il rapporta de ses voyages, des variétés qu'il acclimata au climat méditerranéen de la Côte d'Azur. Il est correspondant de plusieurs sociétés horticoles et collectionne des graines étiquetés de leur vrai nom latin. Il a publié, entre autres, "Jardin d'acclimatation, Catalogue des végétaux exotiques". Victor Rantonnet devint marchand de plantes et de graines et jardinier-fleuriste.
Il développa l'horticulteur dans la propriété de Jean-Baptiste Fihle de Sainte-Anne, les Hyérois l'appellent alors « le jardin de Flore ». Le jardin de la pépinière Rantonnet.
En 1883, le botaniste Charles Huber rachète le jardin horticole d'acclimatation de Barthélémy Victor Rantonnet. Hyères est à cette époque un centre important pour l'acclimatation des palmiers et plusieurs propriétaires créent des jardins exotiques : le Docteur Germain de Saint-Pierre (château Saint-Pierre des Horts), Alphonse Denis (château Denis), Gustave Bonnet (villa Marguerite) ou le baron de Bonstetten (villa Mathilde).

## Hommages
La Lycianthes rantonnetii ou arbre à gentiane synonyme de Solanum rantonnetii ou Morelle de Rantonnet (morelle du genre solanum) sont nommées en son honneur.

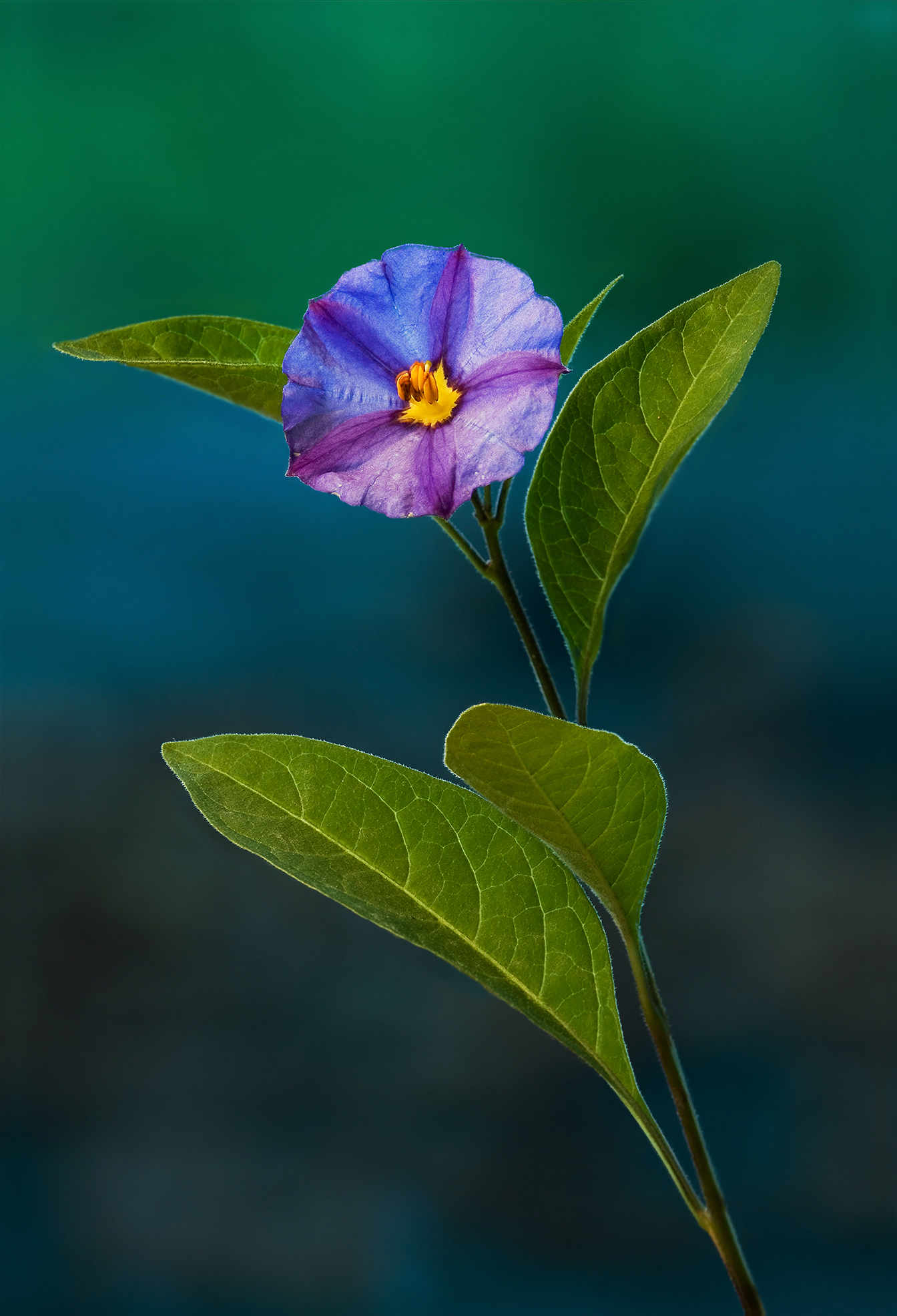
Lycianthes rantonnetii ou Solanum rantonnetii
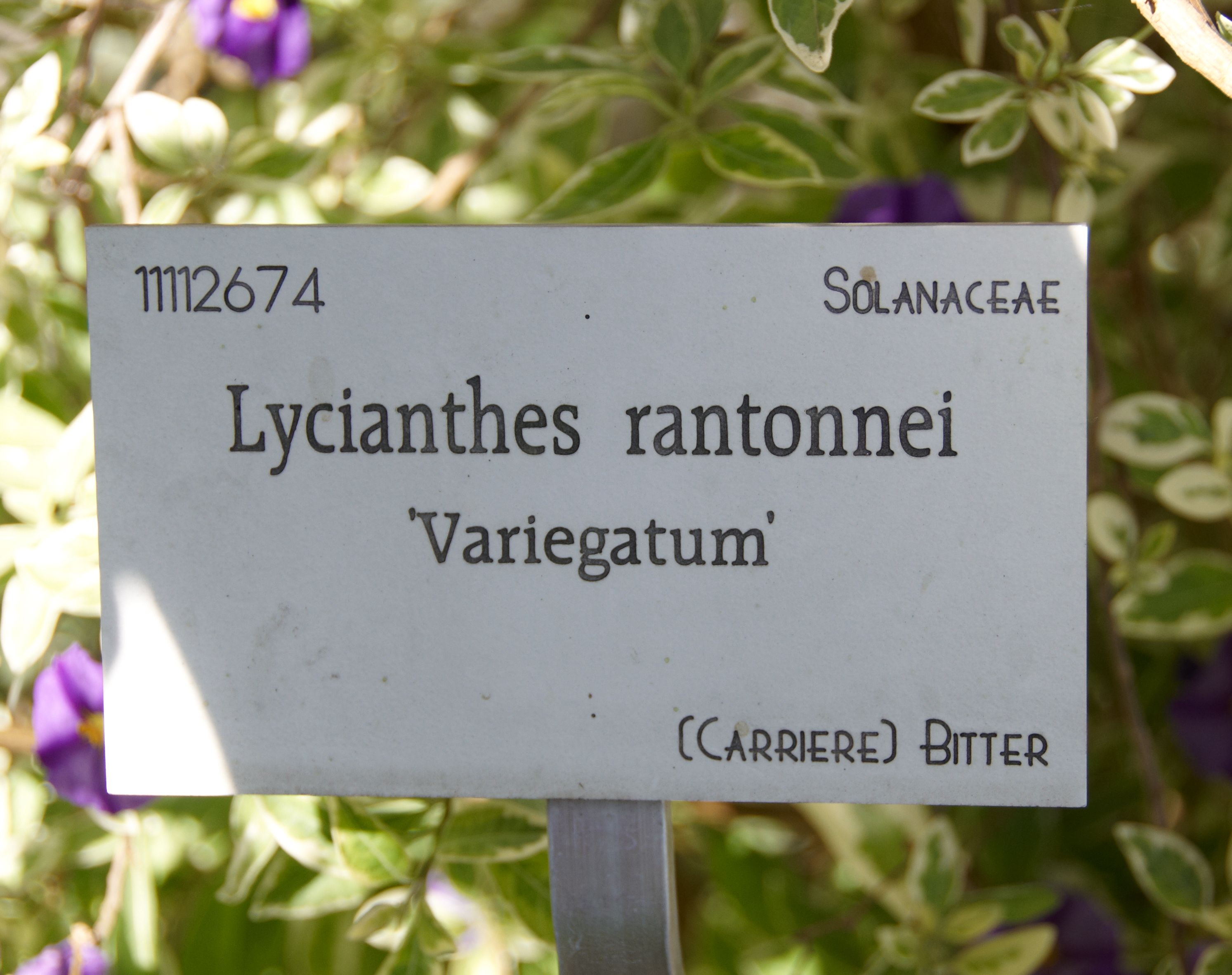
Panonceau dans un jardin de Louvain en Belgique
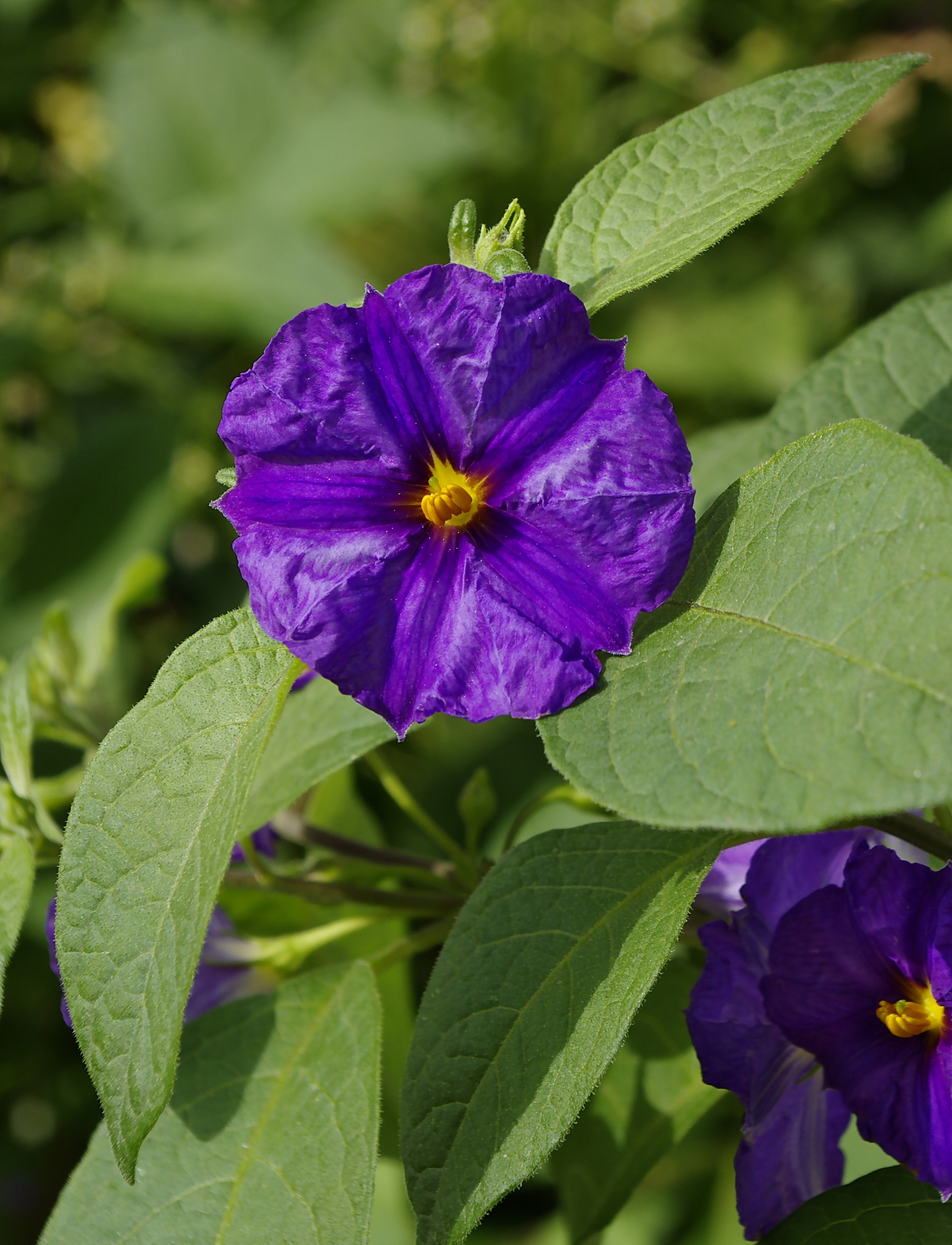
Lycianthes rantonnetii ou Solanum rantonnetii